# Jacob Fidelis Ackermann
Jacob Fidelis Ackermann (Rüdesheim (Electorat de Magúncia), 23 d'abril, 1765 - Idem. 28 d'octubre, 1815), va ser un metge alemany.

## Biografia
Ackermann era fill del regidor de Rüdesheim Bernardus Ackermann (1709–1790) i de la seva dona Maria Loretta Fink (1732–1779). El 1784, als dinou anys, es va matricular a la Universitat de Würzburg per estudiar medicina, on es va convertir en estudiant de Karl Kaspar von Siebold. Més tard es va traslladar a la Universitat de Mainz per estudiar amb Samuel Thomas Soemmerring. A Magúncia, Ackermann va completar els seus estudis el 1787 amb un doctorat mèdic.
Aleshores, Ackermann es va embarcar en un viatge d'estudis de gairebé dos anys de durada, que el va portar per Alemanya, especialment a Göttingen, Viena i Itàlia (Pavia). Va passar diversos mesos amb Johann Peter Frank, el director general del sistema mèdic de Llombardia. El 1789, Ackermann va tornar a Mainz i va poder qualificar-se com a professor el mateix any. Després va ensenyar a la Universitat de Mainz com a professor particular de medicina forense i policia mèdica.
Després de la mort de Johann Fibig (1758–1792), Ackermann es va convertir en el seu successor com a professor de botànica. El 10 de maig de 1795 es va casar amb Maria Eva Thecla Linn. Amb ella va tenir una filla i dos fills. El 1796, després de la jubilació de Soemmerring, Ackermann va rebre la càtedra d'anatomia. A partir de la investigació de Soemmerring, Ackermann va poder demostrar la semidecussatio nervorum opticorum (semicreuament dels nervis òptics).
Durant l'ocupació francesa, l'any 1798 es va tancar la Universitat de Mainz i en el seu lloc es va construir una mena d'acadèmia de medicina, l'"École spéciale de médecine" de Mayence. Ackermann es va encarregar de la gestió i va nomenar el seu primer professor. Fins i tot en aquesta època, un dels focus principals de la seva recerca anatòmica era l'hermafroditisme.
El 1803, Ackermann va dur a terme investigacions i experiments sobre Johannes Bückler acabat de decapitar, conegut com "Schinderhannes", i els seus seguidors directament sota la guillotina. Va ser encarregat per la “Societat Médica Privada de Mainz” entre d'altres. Les descàrregues elèctriques es poden utilitzar per determinar quan el cos humà està realment mort. Ackermann va utilitzar posteriorment els ossos de Schinderhannes com a objecte d'investigació científica. Per primera vegada, l'esquelet es va preparar sense l'ús de cables: es va mantenir al seu lloc pels tendons. Més tard es va emportar l'esquelet amb ell quan va ser nomenat a la Universitat de Heidelberg.
El 1804, Ackermann va acceptar una trucada a la Universitat de Jena i es va fer càrrec de la càtedra de Loder d'anatomia i cirurgia. Per estar més a prop de la seva família, que vivia a Rüdesheim, Ackermann va acceptar una posició a la Universitat de Heidelberg el 1805. Allà, Ackermann es va fer càrrec de la càtedra d'anatomia i fisiologia, va fer campanya amb vehemència per la construcció d'un nou teatre anatòmic i també va ser fonamental en la creació d'una policlínica, de la qual va ser el primer director. El 1812 es va convertir en membre corresponent de l'Acadèmia de Ciències de Prussia.
A l'edat de cinquanta anys, Jacob Fidelis Ackermann va morir d'una inflamació renal el 28 d'octubre de 1815 a Rüdesheim.
Ackermann va ser actiu com a científic en diversos camps. Era partidari de la química. Com a científic, Ackermann sempre havia estat un contrari del seu col·lega Franz Joseph Gall (i de la seva frenologia). El febrer de 1807, Gall i Ackermann es van reunir al Teatre Anatòmic de Heidelberg per a una reunió científica, durant la qual Ackermann es va comportar d'una manera poc professional. Va cridar a Gall i va discutir incoherentment. També va presentar preparatius que realment no podien donar suport al seu argument. La premsa nacional ho va aprovar, donant fe del rendiment superior de Gall.
Com a metge important de l'època romàntica, Ackermann encara avui es manté en peu d'igualtat amb Franz Anton Mai (1742–1814).

## Recepció en estudis de gènere
El treball d'Ackermann es va discutir especialment en els estudis de gènere de parla alemanya. Claudia Honegger (1991) va comptar amb Ackermann entre els autors que van suposar una incomparabilitat anatòmica dels sexes. A través d'Ackermann i seguint-lo, cada os i cada teixit es pensava en termes de gènere. Heinz-Jürgen Voß (2010) va contradir aquesta recepció. Ackermann va situar els processos fisiològics al centre i va treballar les diferències en el sentit de "més i menys". Per exemple, Ackermann i els genitals femenins i masculins es descriuen com a corresponents entre si.

## Obres (selecció)
- Sobre les diferències físiques entre l'home i la dona, excepte els genitals. [Dissertació] Traduït amb un prefaci i algunes observacions per Joseph Wenzel. Winkoppische Buchhandlung, Mainz 1788 (versió digital).
- Als cretins, una espècie humana especial als Alps. Ettingersche Buchhandlung, Gotha 1790 (22BV001350904 %22+IN+%5B1%5D còpia digital).
- Més informació sobre la naturalesa de la plaga del bestiar, els motius de la seva incurabilitat i les mesures policials necessàries contra aquesta. a l'Andreäische Buchhandlung, Frankfurt del Main 1797 (ULBDD|urn:nbn:de:hbz:061:1-550746)
- Intent d'una representació física de les forces vitals dels cossos organitzats. 2 volums. Varrentrapp i Wenner, Frankfurt del Main 1797/1800 (còpies digitals: Volum 1, Volum 2); Edició amb addenda: Friedrich Frommann, Jena 1805 (còpies digitals: Volum 1, Volum 2).
- Mort aparent i procediment de rescat. Un intent crimiàtric. Andreä, Frankfurt am Main 1804 (versió digital).
- Sobre la facilitació de parts difícils, especialment sobre el poder mèdic sobre el desenvolupament del fetus. Una carta a l'electorat del Palatinat-cirurgià de personal bavaresa Dr. Brünninghausen a Würzburg. Jena 1804 (còpia digital).
- Infantis androgyni historia et ichnographia: Accedunt de sexu et generatione disquisitiones physiologicae et tabulae V. neri incisae. Maucke, Jena 1805. (php?katalog=ARCHIVE_ORG&url=http%3A%2F%2Farchive.org%2Fdetails%2FBIUSante_00646&signature=tzQLWlwVD7ECz9qFR7izCaSZQXx3-PBT6LBYUePiUbg&showCoverImg=1)
- La teoria de Gall sobre el cervell, el crani i els òrgans avaluada i refutada des del punt de vista de l'experiència. Mohr & Zimmer, Heidelberg / Mohr, Frankfurt 1806 (/ diglit/ackermann1806 còpia digital).